# Рохас, Кармин
Кармин Рохас (англ. Carmine Rojas; род. 14 февраля 1953, Бруклин, Нью-Йорк) — американский бас-гитарист, композитор и продюсер. Наибольшую известность получил, сотрудничая с Дэвидом Боуи и Родом Стюартом. Его музыкальные стили включают рок, R&B/фанк и джаз.
В 1983—1987 годах принимал участие в концертных турах Дэвида Боуи, исполняя басовые партии мультиплатиновых хитов «Let’s Dance», «China Girl», «Modern Love» и «Blue Jean».
В 1985—1986 годах выступал на концертах с Джулианом Ленноном, а также записывал с ним альбомы Valotte и The Secret Value of Daydreaming.
С 1988 по 2003 годы сотрудничал с Родом Стюартом. Одним из записанных за это время альбомов стал мультиплатиновый Unplugged…and Seated. Он стал соавтором композиций, вошедших в альбомы Vagabond Heart и A Spanner in the Works.
Кармин также сотрудничал с такими исполнителями, как Тина Тёрнер, Кейт Ричардс, Стиви Вандер, Рон Вуд, Стиви Рэй Вон, Би Би Кинг, Мик Джаггер, Эрик Клэптон, Джо Бонамасса, Эрик Джонсон, Питер Фрамптон, Эл Грин, Карли Саймон, Йэн Андерсон, Пол Роджерс, Джон Уэйт, Стив Уинвуд, Билли Джоэл, Херби Хэнкок, Ли Райтнаур, Джулиан Леннон, Джон Хайатт, Кэрол Кинг, Бет Харт, Бобби Уомак, Сэм Мур, Билли Сквайер, Оливия Ньютон-Джон, Майкл Хатченс, Робби Фаулер, Блонди Чаплин, Билли Гиббонс, Лесли Уэст, Джо Линн Тёрнер, Карлос Сантана, Тодд Рандгрен, Пэтти ЛаБелль, Нона Хендрикс, Майкл Болтон, Иван Невилл, Алан Тусан, Фил Рамон, Кевин Ширли, Тревор Хорн, Чарли Секстон, Джуэл Килчер, Брэнди Норвуд, Дэйв Мэйсон, Майк Паттон, Гленн Хьюз, Nektar, Tetsuya Komuro, Хитоми, Ziroq, Modern Primitives, Simranking, Сасс Джордан и многими другими.
С 2005 года вместе с блюз-рок гитаристом Джо Бонамассой записал семь студийных альбомов (начиная с You and Me); два совместных с Бет Харт альбома ('Don’t Explain" and «Seesaw») и два концертных альбома Live from the Royal Albert Hall и Live from the Beacon Theatre.